# Senecio rehmannii
Senecio rehmannii là một loài thực vật có hoa trong họ Cúc. Loài này được Bolus miêu tả khoa học đầu tiên.